# Vesjegonsk
Vesjegonsk (Russisch: Весьегонск) is een stad in de Russische oblast Tver. De stad ligt in het uiterste noorden van de oblast, 253 kilometer ten noordoosten van Tver. Vesjegonsk ligt aan het Stuwmeer van Rybinsk, niet ver van het punt waar de Mologa het stuwmeer instroomt. Vesjegonsk is tevens het centrum van het gelijknamige bestuurlijke district. Het aantal inwoners is 6.455.
Vesjegonsk kreeg de status van nederzetting met stedelijk karakter in 1939; in 1953 volgde de status van stad.

## Demografie
| 1897  | 1917  | 1926  | 1939  | 1959  | 1970  | 1979  | 1989  | 2002  | 2010  | 2015  |
| ----- | ----- | ----- | ----- | ----- | ----- | ----- | ----- | ----- | ----- | ----- |
| 3.457 | 3.557 | 4.000 | 5.874 | 6.784 | 8.428 | 8.848 | 9.574 | 8.662 | 7.329 | 6.455 |

## Galerij

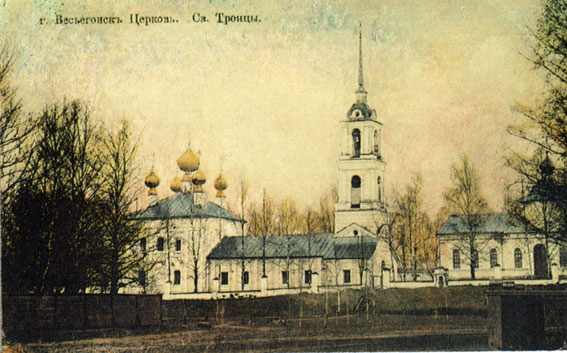
Kerk in Vesjegonsk
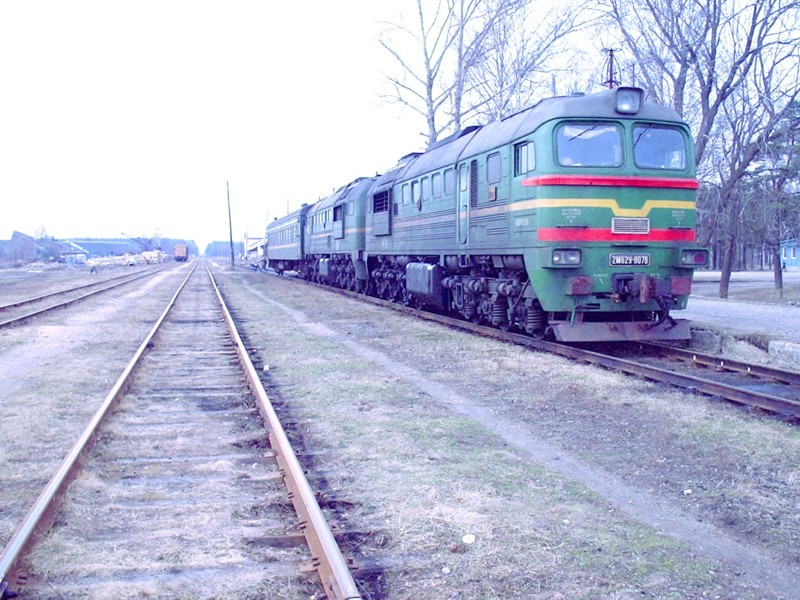
Trein op het station Vesjegonsk

Bestuurlijk centrum: Tver 

Andreapol · Bezjetsk · Bely · Bologoje · Kasjin · Kaljazin · Kimry · Konakovo · Krasny Cholm · Koevsjinovo · Lichoslavl · Nelidovo · Oedomlja · Ostasjkov · Rzjev · Staritsa · Torzjok · Toropets · Vesjegonsk · Vysjni Volotsjok · Zapadnaja Dvina · Zoebtsov